# Искона
Иско́на — река в Московской области России, левый приток Москвы-реки.
Протекает в юго-восточном направлении по территории городского округа Шаховская, Волоколамского и Можайского районов. Берёт начало в 2 км к северу от деревни Репотино городского округа Шаховская, впадает в Москву-реку в 358,3 км от её устья, у деревни Большое Тёсово Можайского городского округа, в 7 км северо-восточнее Можайска. Высота устья — 156 м над уровнем моря.
Длина — 77 км, площадь бассейна — 542 км² (по другим данным — 579 км²). Равнинного типа. Питание преимущественно снеговое. Замерзает обычно в середине ноября, вскрывается в середине апреля:7—8. Притоки: Колоповка, Педня, Талица, Тяженка и Шумариха — правые; Дураковка, Дьякуша, Пальна и Пожня — левые.
В верхнем и нижнем течении Искона застроена дачными посёлками и малоинтересна для туристов, в отличие от среднего течения реки с его живописными обрывистыми берегами.
На реке стоят деревни Клементьево, Шебаршино, Авдотьино, Милятино, село Болычево.